# Фицалан-Говард, Генри, 14-й герцог Норфолк
Генри Фицалан-Говард (англ. Henry Fitzalan-Howard; 7 ноября 1815, Лондон, Великобритания — 25 ноября 1860) — британский аристократ, 14-й герцог Норфолк, 12-й граф Норфолк, 14-й граф Суррей и 9-й граф-маршал Англии с 1856 года.

## Биография
Генри Фицалан-Говард родился 30 декабря 1815 года в Лондоне и стал старшим из трёх сыновей Генри Говарда, 13-го герцога Норфолка, и его жены Шарлотты Софии Левесон-Гоуэр. При жизни отца он носил титул учтивости граф Суррей, в 1842 году поменял свою фамилию на Фицалан-Говард. Генри получил образование в Итонском колледже и Тринити-колледже в Кембридже, после получения степени магистра поступил в королевскую конную гвардию в чине корнета, позже вышел в отставку в чине капитана. Он заседал в Палате общин как депутат от Арундела (1837—1851) и Лимерика (1851—1852). После смерти отца занял место в Палате лордов как 14-й герцог Норфолк (1856). Будучи противником политики лорда Палмерстона, Фицалан-Говард отказался от предложенного ему этим премьер-министром ордена Подвязки. Герцог умер 15 ноября 1860 года в неполные 45 лет.
С 19 июня 1839 года Фицалан-Говард был женат на Августе Мэри Минне Кэтрин Лайонс (1821—1886), дочери сэра Эдмунда Лайонса и Августы Луизы Роджерс. В этом браке родились 11 детей:
- Виктория Александрина (1840—1870), жена Джеймса Хоуп-Скотта[3];
- Минна Шарлотта (1843—1921), монахиня-кармелитка[4];
- Мэри Аделиза (1845—1925)[5];
- Генри, 15-й герцог Норфолк (1847—1917)[6];
- Этельреда (1849—1926)[7];
- Филиппа (1852—1946), жена сэра Эдуарда Стюарта[1][8];
- Филипп Томас (1853—1855);
- Эдмунд, 1-й виконт Фицалан из Денвента (1855—1947)[9];
- Энн (1857—1931), жена лорда Ральфа Друри Керра[10];
- Элизабет (родилась и умерла в 1859);
- Маргарет (1860—1899)[11][12].